# Аэродром С. Лэнгли

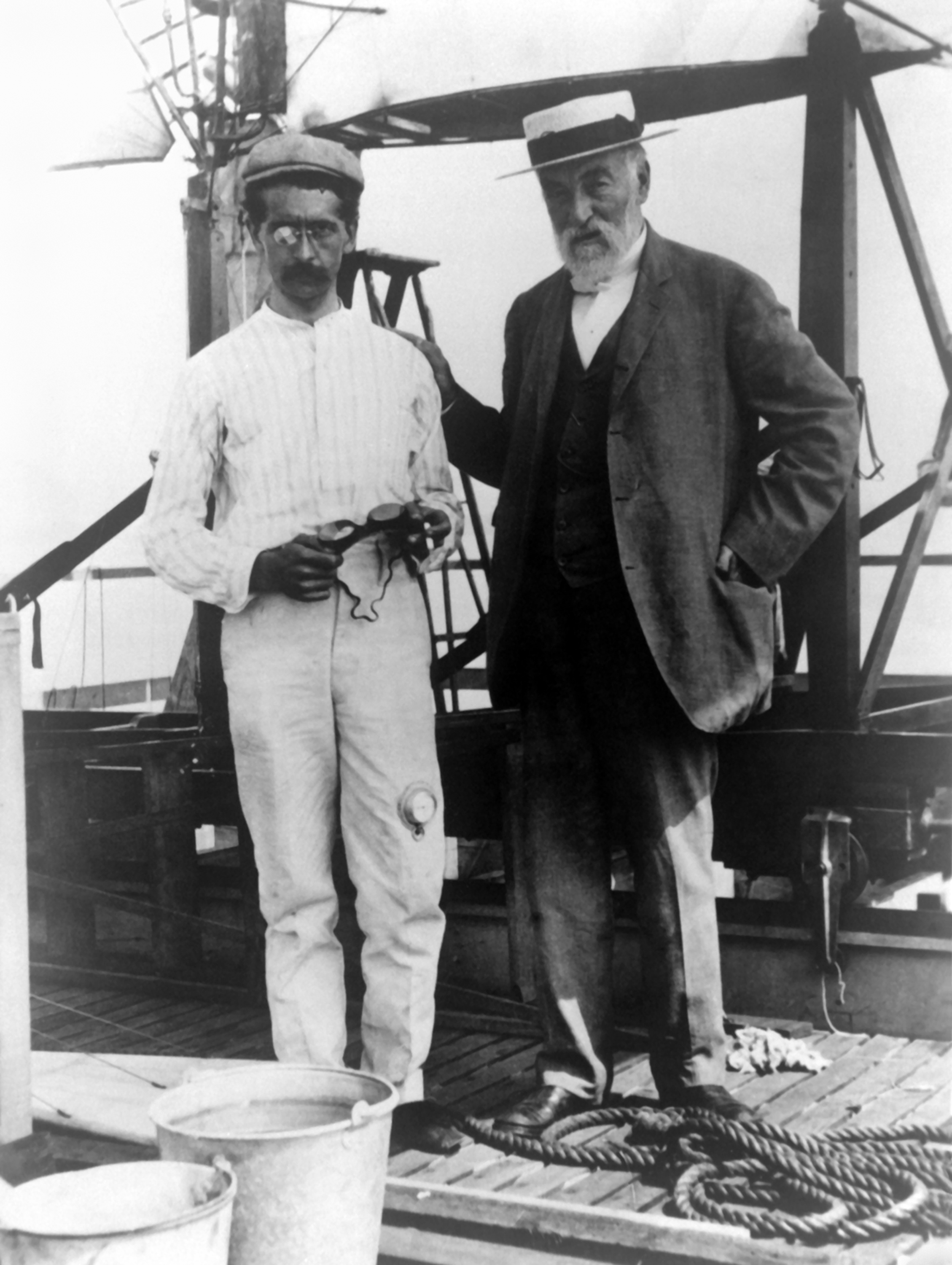
Главный механик и пилот Чарльз Мэнли вместе с Сэмуэлем Лэнгли

«Аэродром С. Лэнгли» (англ. Langley Aerodrome) — экспериментальный самолёт, на который Армия США выделила 50 000 долларов изобретателю Самуэлю Пирпонту Лэнгли в 1896 году. Непосредственно проектирование, постройку и попытки полётов на этом летательном аппарате осуществлял инженер Чарльз Мэнли. Проект был инициирован и проведён до полёта «Флайера» Райтов, однако успешных полётов «Аэродрома» до полёта Райтов совершено не было.

## Лётно-технические характеристики
Приведённые ниже характеристики соответствуют модификации «Аэродром А»:

### Технические характеристики
- Экипаж: 1 человек
- Длина: 16,0 м
- Размах крыла: 14,8 м
- Высота: 3,5 м
- Нормальная взлетная масса: 340 кг
- Двигатели: 1× пятицилиндровый радиальный с жидкостным охлаждением
- Мощность: 1 × 52 л. с.
- Воздушный винт: 2 толкающих винта